# Cattedrale di Chihuahua
La Catedral de la Santa Cruz, Nuestra Señora de Regla y San Francisco de Asis, comunemente chiamata solo Catedral Metropolitana de Chihuahua, ubicata nel centro storico della città di Chihuahua è la sede dell'arcidiocesi di Chihuahua ed è considerata il monumento religioso barocco più importante del Messico settentrionale.

## Storia
Il primo tempio della città di Chihuahua fu una cappella costruita nello stesso luogo in cui oggi sorge la cattedrale. Questa cappella, costruita in stile rustico con adobe nel 1703, rimase in piedi fino al 1727, quando fu demolita per iniziare la costruzione della chiesa parrocchiale. La prima pietra della cattedrale fu posata il 21 giugno 1725 da Benito Crespo y Monroy, vescovo di Durango; il quale, vedendo che i lavori della cattedrale procedevano lentamente, decise di informare le autorità commerciali e minerarie, affinché, di conseguenza, versassero un contributo volontario per il completamento dei lavori. I lavori furono inizialmente diretti dal capomastro José de la Cruz, che si occupò anche della progettazione, fino al 1734, anno della sua morte. Nel 1795, venne installato l'organo da parte di José Gabriél. Dopo la morte di José de la Cruz, i lavori furono continuati da molti altri architetti, per questo motivo, e a causa di vari imprevisti, non furono terminati fino al 1826, 101 anni dopo l'inizio, da Ignacio Morín e Juan Pagaza y Nicolás. Le torri furono infine erette da Bernardo del Carpio e le campane furono issate e collocate al loro posto da Melchor Guaspe. Solo nel 1891, dopo la creazione della diocesi di Chihuahua dalla diocesi di Durango, le fu concesso lo status di cattedrale. Successivamente, nel 1958, Chihuahua venne elevata al rango di arcidiocesi. Secondo i dati raccolti da Francisco R. Almada, il costo totale della cattedrale ammontò a 900.000 pesos messicani dell'epoca, una cifra considerevole per quel tempo. Fu dichiarata monumento nazionale il 3 aprile 1939, distinguendosi per la sua notevole importanza architettonica.

## Descrizione[1]

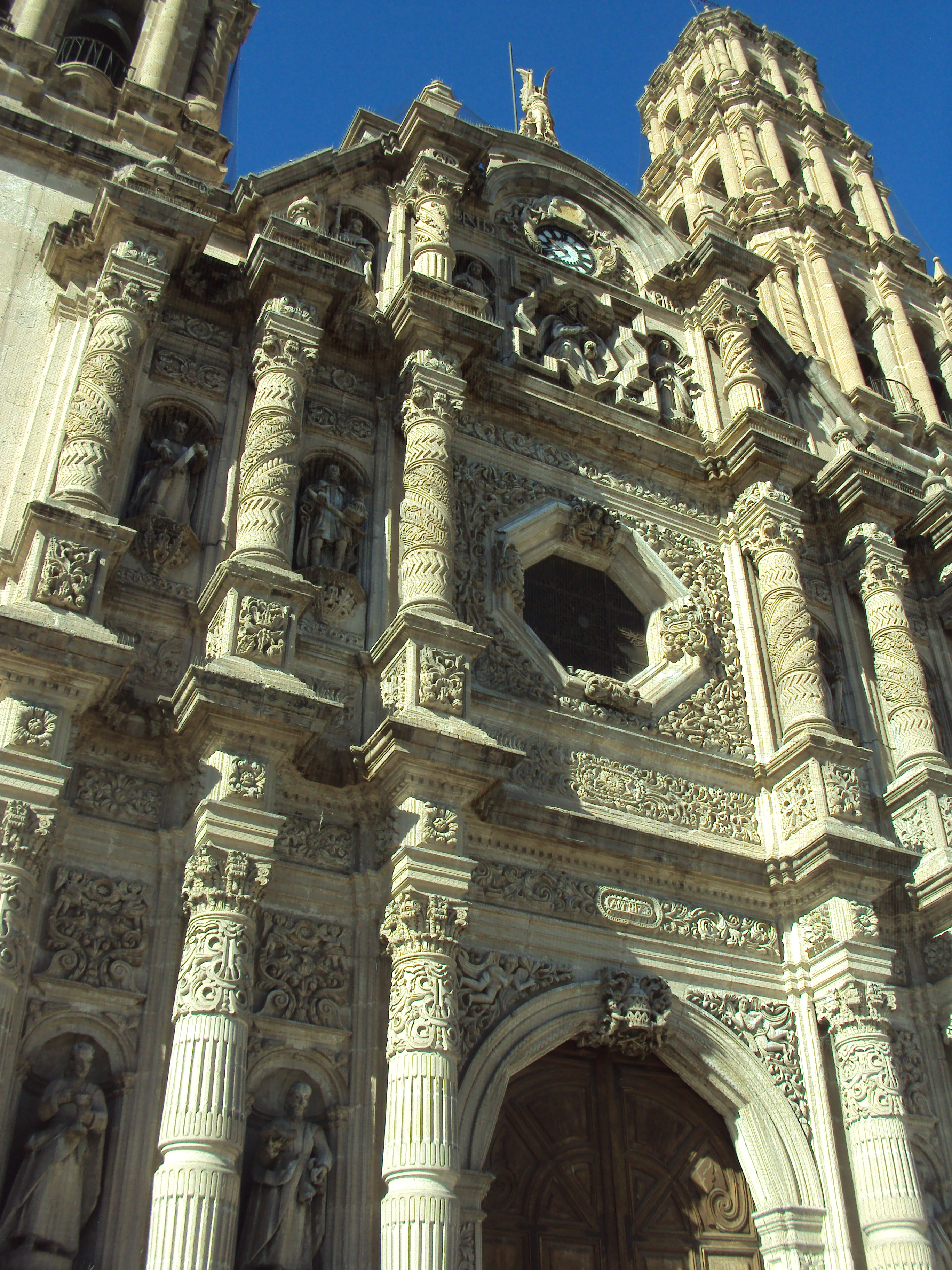
Facciata della Cattedrale

La facciata: La facciata principale della cattedrale, in pietra scolpita nella stessa cava di ocra dell'intero edificio, è stata realizzata dallo scultore Antonio de Nava, che ha modificato il progetto originale a questo scopo, la facciata è costituita da tre corpi sovrapposti nettamente differenziati da cornici e soprattutto dal disegno delle sue colonne, le quali si addensano al centro rispetto alla loro base e al loro capitello. Tra ogni colonna nelle due zone laterali, ci sono nicchie che ospitano le statue dei dodici apostoli, ma escludendo San Mattia e includendo San Paolo. Le colonne del terzo corpo hanno un piedistallo scanalato e il fusto salomonico, come in tutti i capitelli corinzi, ed entrambe le colonne sono sormontate da medaglioni che indicano la data di completamento della facciata "ANNO Đ 1741". Su questo terzo corpo, che ha forma di frontone semicircolare, si trova un orologio il cui quadrante occupa il posto originariamente occupato dallo stemma reale della Spagna.
Le Porte laterali: La cattedrale ha due portali laterali che incorniciano le corrispondenti porte di accesso a nord e a sud, il disegno e le decorazioni sono identiche in entrambi i casi, essendo differenziate solo dalle statue dei santi che le adornano. La facciata nord è coronata dalla statua di San Michele Arcangelo, riconoscibile perché sul medaglione su cui sorge sono scolpite le parole latine "Tas com Deus", (IT: Chi è come Dio?). La facciata a sud, si trova accanto alla cappella inizialmente dedicata alla Madonna del Rosario e per questo è considerata un'area di decorazione mariana; di conseguenza, si ritiene tradizionalmente che l'arcangelo che lo incorona sia San Gabriele, anche se a differenza della facciata nord, il medaglione su cui si trova non presenta alcuna iscrizione.

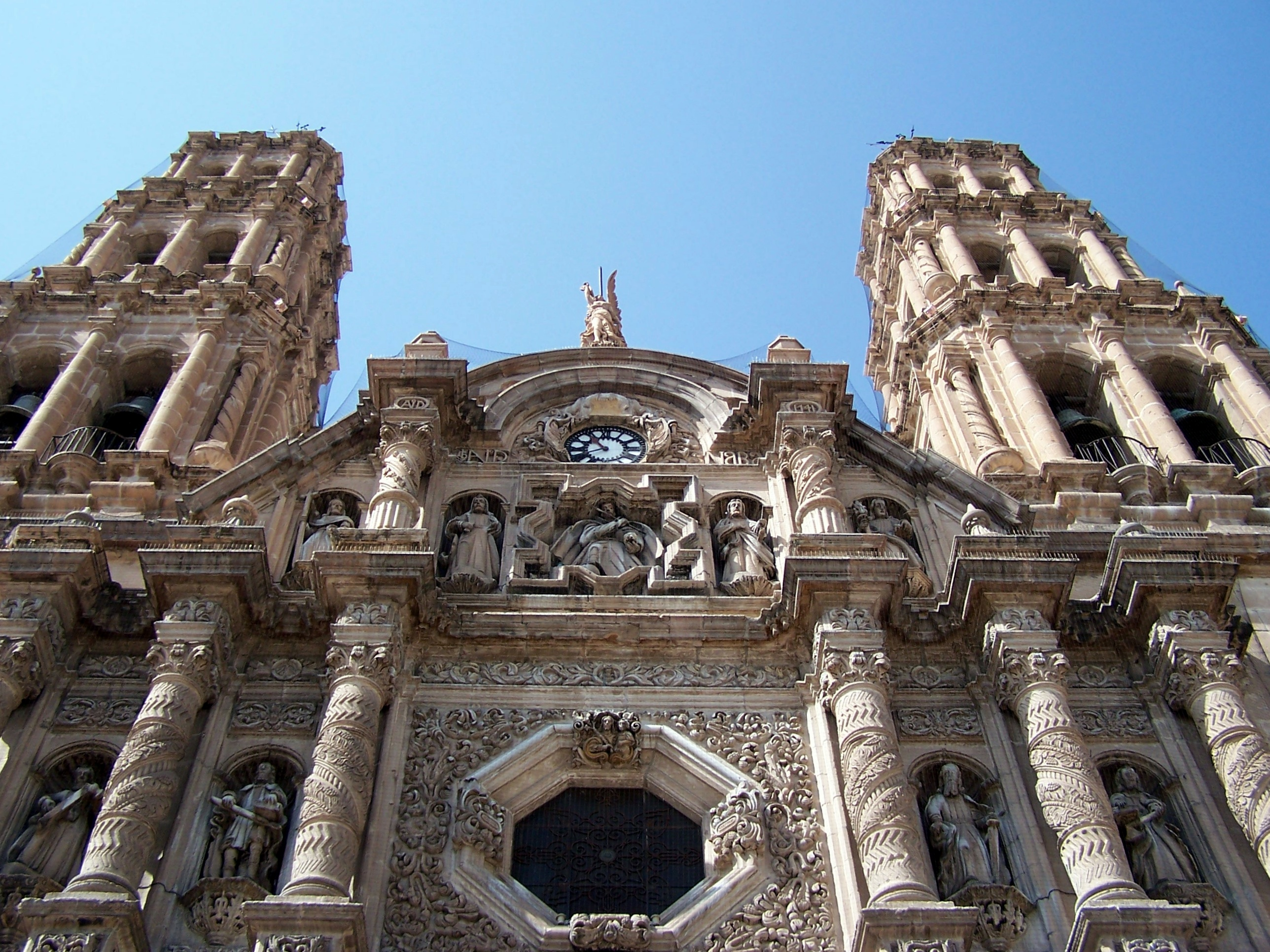
Torri e orologio

Le torri: Con un'altezza di 44 metri dal livello del suolo, le torri della Cattedrale di Chihuahua sono considerate uniche tra tutte le opere barocche della Nuova Spagna per la loro originalità e snellezza. Formate da tre corpi che salgono verso l'alto, ciascuno dei corpi è costituito da uno zoccolo su cui si eleva la struttura stessa e che su ciascuno dei suoi quattro lati presenta due campate formate da archi semicircolari e tra questi, tre lesene semicircolari di ordine dorico e fusti lisci; ognuna di queste lesene è sormontata da una piramide coronata da una sfera in pietra. Le dodici luci del primo corpo delle due torri hanno anche una balaustra in ferro battuto come balcone. Le torri contengono 22 campane, del totale di 24 che ha la cattedrale, 13 si trovano nella torre nord e sono le più antiche, sono state poste da Melchor Guaspe, in questa torre si trova la campana trafitta da una palla di cannone il 25 marzo 1866; la maggior parte delle nove campane che ospitano la torre sud sono state collocate nel 1941, per il cinquantesimo anniversario dell'erezione della Diocesi di Chihuahua, la torre ospita anche la campana più recente, innalzata il 2 agosto 1991, per celebrare il centenario della Diocesi.

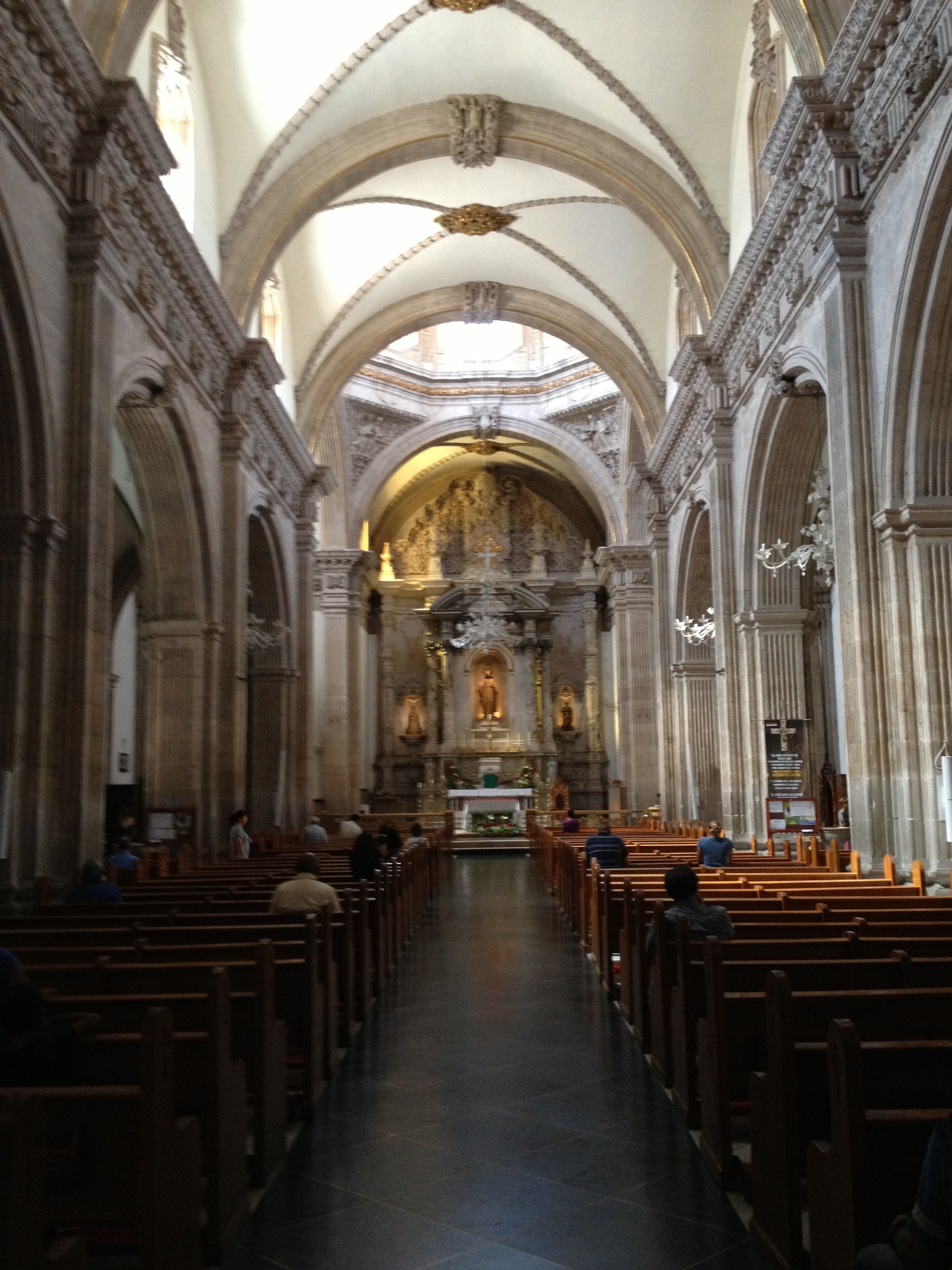
Interno della Cattedrale

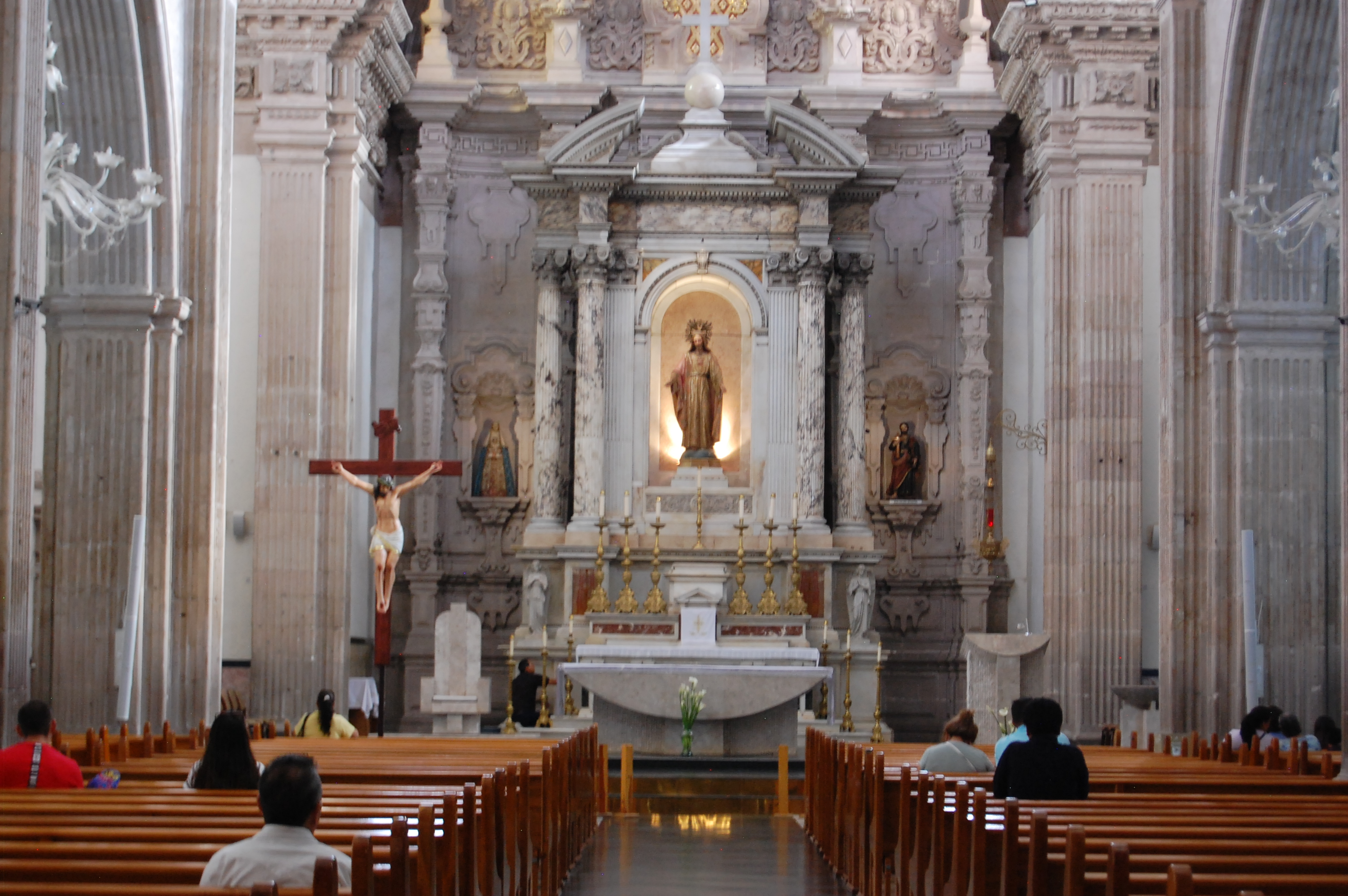
Vista generale dell'altare

L'interno: In stile barocco, è a 3 navate, quella principale e due laterali, oltre a due transetti, che si elevano ad una cupola ottagonale, sui cui pennacchi si trovano le immagini che rappresentano i quattro dottori della chiesa. La pala d'altare maggiore è splendidamente realizzata in marmo ed è in stile barocco, con una ricca decorazione sulla cima. L'altare maggiore è realizzato in marmo di Carrara e si trova di fronte alla pala maggiore. La cattedrale ha un totale di sei altari laterali, tre sul lato del Vangelo, (a sinistra rivolto verso l'altare maggiore), tre sul lato dell'Epistola, (a destra rivolto verso l'altare maggiore), in stile neoclassico.

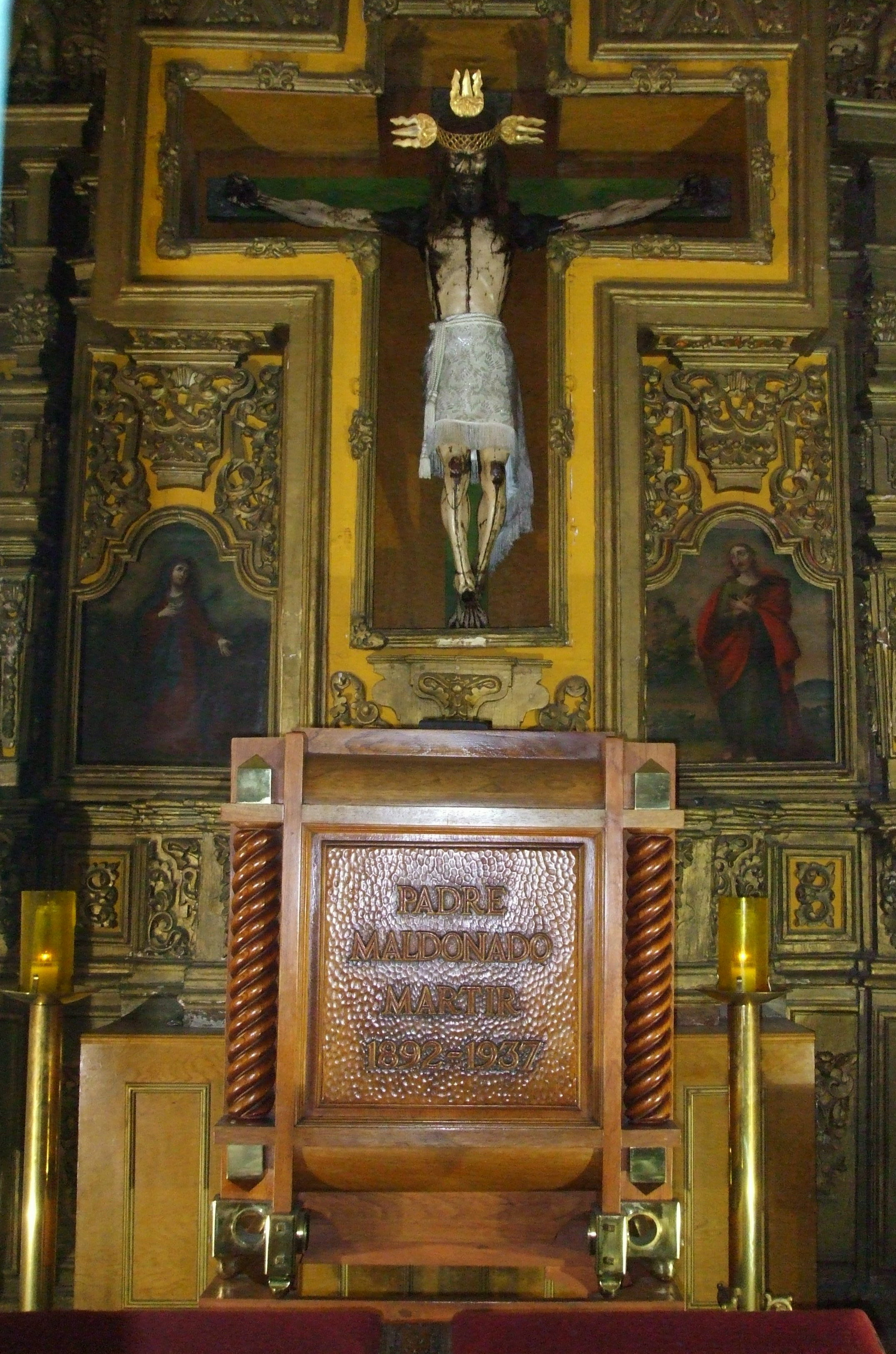
La Cappella del Signore di Mapimí e la Tomba di San Pedro de Jesús.

La Cappella del Signore di Mapimí: La Cappella ha una bellissima pala d'altare dorata, realizzata in stile barocco a steno. Al centro di esso, si trova l'immagine del famoso Cristo di Mapimí. Si tratta di una replica dell'originale di Mapimí. Fu donato dalla famiglia Irigoya e portato alla cattedrale dalla città di Cuencamé, nello stato di Durango, nel 1762. È l'unica pala d'altare lignea che la cattedrale possiede. È del XVIII secolo.
Le Reliquie di Padre Maldonado: Nella cappella del Signore di Mapimí sono custodite, in un'urna di legno, le reliquie dell'unico santo di Chihuahua, Padre Maldonado.

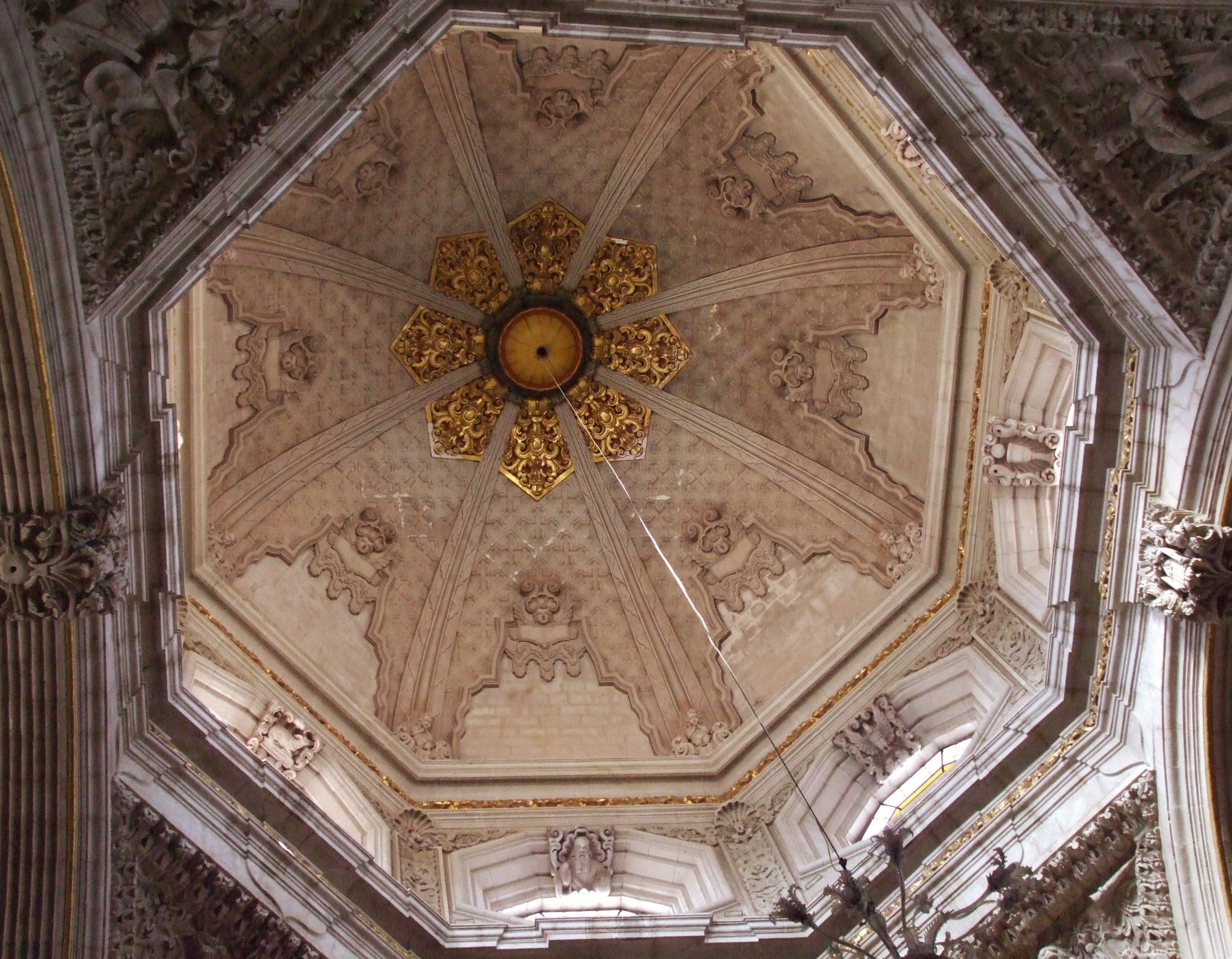
Vista della cupola

La cupola: La Cupola ha una forma ottagonale, ogni lato ha una finestra anch'essa ottagonale, sormontata da uno stemma differente, al centro della stessa cupola è posizionato un rosone in oro dal quale pende un lampadario con decorazioni intagliate  in vetro.
La Tomba del Maestro Costruttore: Sul primo pilastro a destra, guardando l'altare, in fondo al pilastro, c'è una targa che rivela il luogo di sepoltura di José de la Cruz, il capomastro che iniziò la costruzione della Cattedrale.
Il primo stemma della città: Sulla sommità dell'altare si può ammirare uno scudo in pietra, che secondo gli esperti, rappresenterebbe il primo stemma della città di Chihuahua.
Dimensioni: La cattedrale si estende su una superficie di 53 per 24 metri e le sue imponenti torri raggiungono i 44 metri di altezza.